# Allo
Allo – gmina w Hiszpanii, w Nawarze, o powierzchni 37,03 km². W 2011 roku gmina liczyła 1050 mieszkańców.